# Videvuto

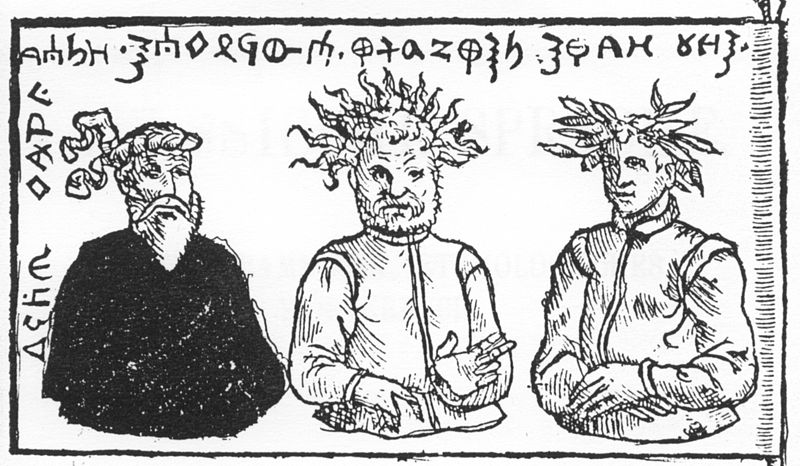
La presunta bandera de Widewuto, por Simon Grunau.

Videvuto o Widewuto (también Viduutus, Vidvutus, Witowudi, Waidewut) fue un legendario caudillo prusiano que gobernó junto a su hermano mayor, el alto sacerdote pagano Bruteno hacia el siglo VI d. C. El monarca es conocido por las crónicas del siglo XVI de Erasmus Stella, Simon Grunau y Lucas David. Aunque la leyenda carece de credibilidad histórica, fue muy popular entre los historiadores de la Edad Media. No está muy claro si la leyenda es auténticamente de origen prusiano o más bien un invento de Grunau inspirado en Moisés y Aarón, no obstante los investigadores lituanos apoyan su autenticidad.
Según la leyenda, Videvuto y Bruteno eran reyes de los cimbros. Su pueblo fue expulsado de sus tierras por los godos y en su exilio llegaron a Ulmiganea, habitado por un pueblo primitivo que no conocía la agricultura o las ciudades. Los dos hermanos civilizaron la región y la llamaron Prusia (la tierra de Bruteno, o Pruteno). Gintaras Beresnevičius resalta que la leyenda tiene mucho en común con el origen de la leyenda de los lombardos. Videvuto gobernó sabiamente e instituyó leyes que regulaban la vida familiar, por ejemplo, los hombres podían tener tres esposas, o la quema de familiares gravemente enfermos, sin embargo la infidelidad estaba castigada con la pena de muerte; en la vida pública la esclavitud estaba prohibida y los guerreros distinguidos que montaban a caballo eran aupados a una casta superior (nobleza), así como los castigos por actividad criminal. Bruteno era el alto sacerdote (criwo cyrwaito) encargado de la vida religiosa. 
Videvuto tuvo doce hijos, cuyos nombres estaban inmortalizados en los nombres de los pueblos prusios y países bálticos: Lituania heredó el nombre del hijo mayor “Litvas”; los sudovios reciben su nombre de otro hijo llamado “Sudo”; los nadruvianos de “Nadro”; los pomesanios de “Pomeso”; los pogesanios de “Pogeso”, aunque los alemanes crearon sus propias leyendas y reivindicaban el origen a la hija del legendario rey Hoggo, llamada Pogesana, y así con el resto de clanes prusianos.
A la edad de 116 años, Videvuto se inmoló junto a Bruteno en una ceremonia religiosa en el templo de Romuva. Tras su muerte, ambos hermanos fueron adorados como el dios Wurskaito.
Videvuto dispuso una bandera blanca, mostrando tres imágenes de tres dioses prusianos, que Grunau reproduce en su obra. A la izquierda, el dios del inframundo, Peckols – un anciano barbudo con un pañuelo en la cabeza; al centro, el dios del trueno Perkūnas – un hombre de mediana edad con cabello indómito y llameante; a la derecha, el dios de las cosechas, Patrimpas, retratado como un joven imberbe con una corona de espigas en grano. La bandera muestra unos símbolos misteriosos parecidos al alfabeto cirílico; algunos lingüistas han intentado infructuosamente descifrar la escritura con la esperanza de descubrir el sistema de escritura de los antiguos prusianos.